# Monte Carlo metoda
Metoda Monte Carlo (ili Monte Carlo eksperimenti) predstavlja široku skupinu računalnih algoritama, koji se temelje na ponavljanju slučajnog uzorkovanja za dobivanje numeričkih rezultata. Njihova osnovna ideja je da se uz pomoć slučajnih događaja rješavaju problemi koji mogu biti deterministički. Oni se često koriste rješavanju u fizičkih i matematičkih problema, te su najkorisniji kada je teško ili nemoguće koristiti i druge pristupe. Monte Carlo metode primjenjuju se uglavnom u tri različite klase problema: optimizaciji, numeričkoj integraciji i generiranju izvoda iz raspodjele vjerojatnosti.
U medicinskoj fizici primjenjuju se za teorijsku provjeru eksperimentalnih podataka, a najpoznatiji softverski paketi koji računaju Metodom Monte Calo su Geant (Gate),  MCNP, BEAMrc, Fluka...